# Dendryphantes aethiopicus
Dendryphantes aethiopicus là một loài nhện trong họ Salticidae.
Loài này thuộc chi Dendryphantes. Dendryphantes aethiopicus được Wanda Wesołowska & Tomasiewicz miêu tả năm 2008.